# Furacão Barry (1983)
O furacão Barry foi a quarta depressão tropical, o segundo furacão e a segunda tempestade nomeada da pouco ativa temporada de furacões no Atlântico de 1983. Desenvolvendo-se a partir de uma onda tropical em 23 de agosto, Barry rapidamente se fortaleceu na costa da Flórida, atingindo um pico de intensidade inicial com ventos de 97 km/h (60 mph). No entanto, o aumento do cisalhamento do vento fez com que a tempestade se enfraquecesse e se tornasse uma depressão tropical antes de atingir o continente próximo a Melbourne, Flórida, na manhã seguinte. Viajando quase diretamente para o oeste, a tempestade se regenerou e se tornou um furacão em 28 de agosto. A tempestade atingiu o litoral norte do México mais tarde naquele dia com intensidade máxima. O rápido enfraquecimento se seguiu pouco depois e a tempestade se dissipou no dia seguinte. A tempestade teve apenas efeitos menores nos Estados Unidos, mas destruiu centenas de casas e deixou mais de 400 desabrigados no norte do México. Apesar dos danos, não houve relatos de mortes ou feridos.

## História meteorológica
As origens do furacão Barry podem ser rastreadas até uma onda tropical que se afastou da costa ocidental da África em 13 de agosto de 1983. O forte cisalhamento do vento na bacia do furacão do Atlântico Norte impediu um desenvolvimento significativo do sistema enquanto ele viajava em direção ao oeste-noroeste. Pouca convecção foi associada à perturbação como resultado do cisalhamento. Ao se aproximar das Bahamas em 22 de agosto, uma calha de nível superior afastou-se do sistema, o que levou a uma diminuição na força de vento. A perturbação então entrou neste ambiente e gerou uma área de baixa pressão que se intensificou. Em 23 de agosto, a baixa tornou-se suficientemente organizada para ser declarada Depressão Tropical Quatro. Mais tarde naquele dia, a depressão rapidamente se intensificou em uma tempestade tropical e recebeu o nome de Barry pelo National Hurricane Center (NHC). Cerca de 12 horas depois de se tornar uma tempestade tropical, Barry atingiu seu pico de intensidade inicial com ventos de 97 km/h (60 mph).
Barry então começou um curso para oeste em direção ao centro da Flórida. No entanto, o cisalhamento do vento começou a aumentar, causando o enfraquecimento do sistema. O NHC rebaixou a tempestade para depressão tropical em 25 de agosto. Barry atingiu a costa perto de Melbourne, Flórida, na mesma manhã com ventos de 56 km/h (35 mph). Após cruzar a Flórida, a depressão viajou em direção ao oeste-sudoeste devido a um forte fluxo em níveis superiores. Em 27 de agosto, Barry tornou-se suficientemente organizado para ser reclassificado como uma tempestade tropical enquanto estava localizado no Golfo do México central. O re-fortalecimento foi o resultado da redução do cisalhamento do vento e de condições mais favoráveis no Golfo. A tempestade continuou a ficar mais bem organizada à medida que avançava quase na direção oeste em direção ao México. Em 1200 UTC no dia seguinte, Barry foi atualizado para um furacão enquanto estava localizado a cerca de 47 mi (75 km) a sudeste de Brownsville, Texas. O furacão continuou a se intensificar até atingir a costa de 56 km (35 mi) sul-sudeste de Brownsville  no pico de intensidade com ventos de 130 km/h (80 mph). A tempestade enfraqueceu rapidamente após o landfall e se dissipou no dia seguinte no norte do México.

## Preparativos

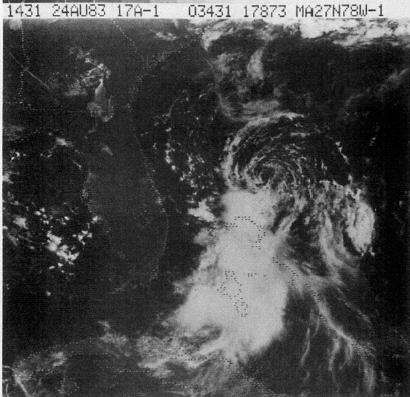
Tempestade tropical Barry em 24 de agosto na costa da Flórida

### Estados Unidos
Vários alertas e avisos foram emitidos ao longo da costa da Flórida e do Texas como resultado de Barry. O primeiro foi um aviso de vendaval de Jupiter Inlet, Flórida até Savannah, Geórgia em 24 de agosto às 1900 UTC. No dia seguinte o aviso foi interrompido de St. Augustine até Savannah. O próximo foi um alerta de vendaval emitido de Brownsville, Texas até Port O'Connor, Texas em 27 de agosto. Isso foi atualizado para um aviso de furacão conforme Barry se fortalecia algumas horas depois, e então estendido para Mansfield. O aviso foi descontinuado no final de 28 de agosto.  Mais de 4.000 pessoas foram evacuadas da Ilha South Padre em preparação para o furacão Barry. Vários milhares de pessoas foram evacuadas das praias de Port Aransas em 27 de agosto quando Barry se aproximou. Estima-se que 700 pessoas se refugiaram em abrigos montados em Brownsville e 800 pessoas fugiram para escolas, que estavam sendo usadas como abrigos temporários, em Harlingen. Outros 2.000 residentes evacuaram de Harlingen. Também foram abertos abrigos em San Benito, Santa Rosa e Los Fresnos. No mar, várias plataformas de petróleo foram evacuadas no Golfo do México.

### México
Na cidade mexicana de Matamoros, localizada ao sul de Brownsville, Texas, o capitão Manuel Leon Lopez alertou os moradores sobre a aproximação do furacão por meio de mensagens de rádio. Muitas pessoas foram vistas deixando as aldeias costeiras e se dirigindo para o interior. Autoridades mexicanas aumentaram o nível de alerta para o estágio três devido à ameaça de Barry.

## Impacto e consequências

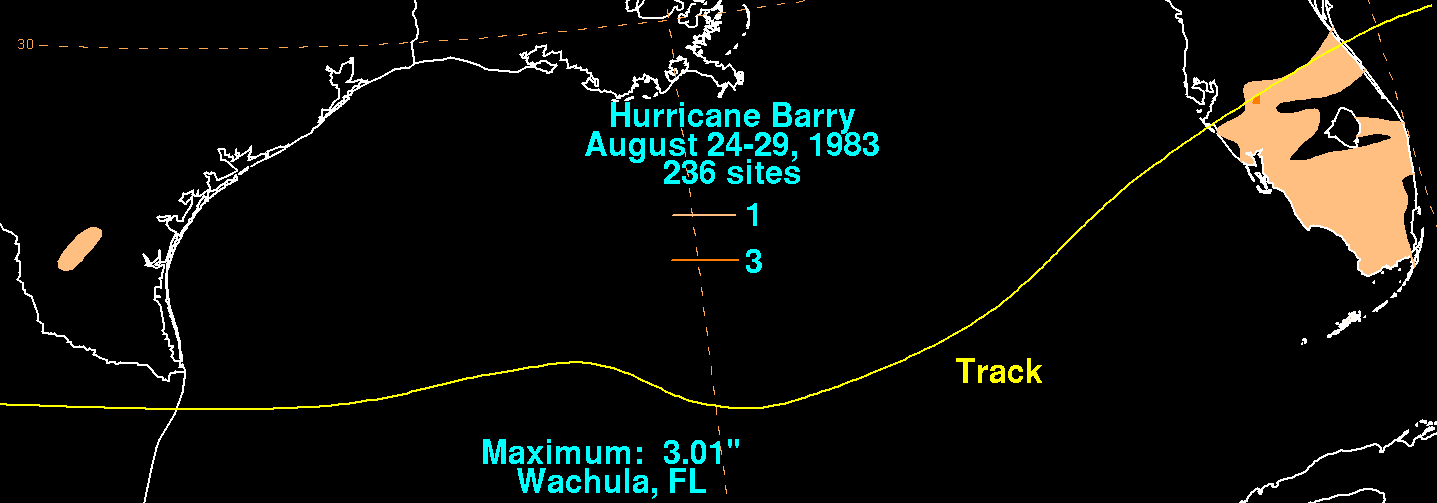
Chuvas totais da tempestade de Barry nos Estados Unidos

### Estados Unidos
Precipitação em torno de 25 mm (1 in) foram relatados em torno do Lago Okeechobee, 76 mm (3 in) em torno da área de Orlando e 25 mm (1 in) na área de Miami. O pico de chuva foi 7,600 mm (301 in) em Wauchula, Flórida. Estradas com drenagem deficiente em Key West, Flórida, foram inundadas depois que a área recebeu 380 mm (15 in) de chuva. Barry também afetou o lançamento do Ônibus Espacial Challenger, cuja terceira missão estava marcada para 30 de agosto. A NASA (Administração Nacional da Aeronáutica e do Espaço) não teve tempo de devolver o ônibus espacial ao hangar a tempo para a tempestade e fez o ônibus sair da tempestade na plataforma de lançamento. A única chuva relatada no Texas por Barry foi de 25 mm (1 in) torno de San Antonio. Ao longo da costa do Texas, a erosão da praia foi causada por ondas de 0.30 to 0.61 m (1 to 2 ft) superior ao normal. Os ventos estavam com rajadas de mais de 80 km/h (50 mph) ao largo da costa da Ilha do Padre Sul. Perto de Brownsville, um possível tornado derrubou linhas de energia, deixando cerca de 6.000 pessoas sem energia.

### México
Nenhuma vítima foi relatada de Barry. No entanto, 30 barcos de pesca foram afundados no México e várias centenas de casas foram destruídas. As chuvas do furacão foram consideradas um alívio para as condições de seca em partes do norte do México. Uma tempestade de 0.91 to 1.22 m (3 to 4 ft) foi registado em vilas de pescadores mexicanas. Mais de 400 pessoas ficaram desabrigadas e houve uma grande perda de redes de camarão. Pelo menos dez pessoas ficaram desabrigadas na cidade de El Mezquital. Casas em Santa Teresa sofreram alguns danos, mas nenhum foi destruído. Apenas uma pessoa foi ferida pela tempestade depois que estilhaços de uma janela quebrada atingiram a criança. Após a tempestade, o general Jesus Ponce de Leon Rodriguez foi inspecionar os danos em Tamaulipas junto com uma equipe médica.